# Rușii-Munți
Rușii-Munți là một xã thuộc hạt Mureș, România. Dân số thời điểm năm 2002 là 2251 người.